# Vidua interjecta
Vidua interjecta là một loài chim trong họ Viduidae.